# Santibáñez de Vidriales
Santibáñez de Vidriales è un comune spagnolo di 1 334 abitanti situato nella comunità autonoma di Castiglia e León.